# Краснослободцев, Вадим Анатольевич
Вадим Анатольевич Краснослобо́дцев (род. 16 августа 1983, Усть-Каменогорск) — казахстанский хоккеист, нападающий.

## Биография
Родился 16 августа 1983 года в городе Усть-Каменогорске Восточно-Казахстанской области Казахской ССР.
Воспитанник усть-каменогорского и омского хоккея, тренер — Сергей Герсонский.
Участник юношеского чемпионата мира 2001 в первом дивизионе в составе сборной Казахстан.
Участник ЧМ-2006 Рига (Латвия), ЧМ-2010 Германия (Кёльн), ЧМ-2012 Финляндия (Хельсинки), ЧМ-2014 Беларусь (Минск), ЧМ-2016 Россия (Москва, Санкт-Петербург)
Чемпион зимних Азиатских игр 2011 г.
Лучший нападающий и лучший бомбардир ЧМ-2009 в первом дивизионе.
Лучший нападающий хоккейного турнира зимних Азиатских игр 2011 г.
Окончил Сибирский государственный университет физической культуры и спорта и Высшую школу тренеров Сибирского государственного университета физической культуры и спорта (26 мая 2015 года).